# Кевин Вокелен
Кевин Вокелен (фр. Kévin Vauquelin; 26. април 2001) француски је бициклиста који тренутно вози за  ворлд тур тим Аркеа—бб хотелс. Остварио је етапну побједу на Тур де Франсу, два пута је завршио Флеш Валон на другом мјесту и једном је Тур де Свис завршио на другом мјесту, док је Тур де Франс једном завршио на седмом мјесту.

## Дјетињство и јуниорска каријера
Јуниорску каријеру почео је 2018. у у првој години је освојио сребрну медаљу на Свјетском првенству за јуниоре у бициклизму на писти, у дисциплини дохватна вожња екипно, док је у дисциплини дохватна вожња индивидуално завршио на седмом мјесту. Године 2019. на Свјетском првенству за јуниоре на писти освојио је сребрну медаљу у дохватној вожњи екипно и трци на поене, као и бронзану у дисциплини мадисон.
Године 2020. прешао је у Шамбери, развојни тим за ворлд тур тим АГ2Р ла мондијал, а у јануару је побиједио у дохватној вожњи екипно на Свјетском купу у Милтону. Послије неколико мјесеци вратио се у Нормандију и потписао уговор са тимом Руен 76, са којим је у јулу учествовао у вишенедељном планинском тренинг кампу за бициклизам на писти. У августу је освојио етапу на трци Сен Бријек Агло и завршио је на другом у генералном пласману, иза Клемана Давија, након чега је аматерско првенство Француске у вожњи на хронометар завршио на петом мјесту. Истог мјесеца је изабран у француски тим за мјешовиту трку у вожњи на хронометар на Европском првенству у друмском бициклизму одржаном у Плуеу, гдје су возили још Жилијен Дивал, Донован Гронден, Одри Кордон Раго, Маел Гросет и Ежени Дивал, а завршили су на четвртом мјесту.

## Професионална каријера
Каријеру је почео 2022. године у тиму Аркеа—самсик, са којим је на почетку сезоне завршио Тур оф Оман на шестом мјесту, а затим Тур де Дренте на седмом мјесту. У децембру 2022. продужио је уговор са тимом до 2025. У фебруару 2023. завршио је Етоил де Бесеж на четвртом мјесту у генералном пласману, а затим је побиједио на првој етапи трке Тур де Алпс маритимес ет ди Вар, пет секунди испред Нилсона Паулеса, што му је била прва побједа у каријери. Предност је сачувао до краја и освојио је трку седам секунди испред Орелина Паре Пентреа. У априлу је возио Тур ди Жира трку, гдје је напао на последњем успону, Мон Пупеу и побиједио је 17 секунди испред Тиба Пиноа и Гијома Мартена. Возио је Тур де Романди, али је напустио трку током друге етапе због болова у лијевом куку. У финишу сезоне возио је прву гранд тур трку — Вуелта а Еспању, али је напустио током етапе 15.
У фебруару 2024. побиједио је на хронометру на последњој, петој етапи Етоил де Бесежа, 10 секунди испред Мадса Педерсена и завршио је на другом мјесту у генералном пласману, двије секунде иза Педерсена. У априлу је возио Вуелту ал Паис Баско, гдје је хронометар на отварању завршио на шестом мјесту, 16 секунди иза Приможа Роглича, док је у генералном пласману завршио на осмом мјесту, два и по минута иза Хуана Ајуса. Сезону је наставио на арденским класицима и Флеш Валон је завршио на другом мјесту, иза Стивена Вилијамса. Крајем јуна је првенство Француске у вожњи на хронометар завршио на другом мјесту, три секунде иза Бруна Армираила. Изабран је у тим за Тур де Франс, гдје је отишао у бијег на другој етапи и побиједио је 36 секунди испред Јонаса Абрахамсена, чиме је остварио прву побједу на Тур де Франсу и некој гранд тур ттрци, као и прву побједу за тим Аркеа—бб хотелс на Тур де Франсу у историји.
Године 2025. на почетку сезоне је возио Етоил де Бесеж, гдје је побиједио на четвртој етапи 26 секунди испред Томаса Шампиона, а затим је побиједио на хронометру на последњој, петој етапи, 18 секунди испред Ремија Кавање и освојио је трку минут и 20 секунди испред Дилана Тунса. Почетком априла је возио трку Регион Паис де ла Лоара, гдје је побиједио на последњој, четвртој етапи, у спринту петорице возача и освојио је трку седам секунди испред Александреа Делетреа. У наставку сезоне је возио Флеш  Валон, гдје је на последњи успон на Мур де Иј дошла група од 30 возача, Бен Хили је први напао на 500 метара до циља, након чега је кренуо Тадеј Погачар што нико није могао да прати и побиједио је, док је Вокелен завршио на другом мјесту, десет секунди иза. У јуну је возио Тур де Свис 2025. гдје је на првој етапи отишао у бијег и завршио је на другом мјесту, 20 секунди иза Ромена Грегоара. Пету етапу је завршио на четвртом мјесту, скоро минут иза Оскара Онлија, али је надокнадио вријеме у односу на Грегоара и преузео је лидерску мајицу. Пред хронометар на последњој, осмој етапи, имао је 33 секунде предности испред Жоаоа Алмеиде, али је на хронометру изгубио минут и 40 секунди и трку је завршио на другом мјесту у генералном пласману, минут и седам секунди иза Алмеиде. У јулу је возио Тур де Франс, гдје је узео бијелу мајицу за лидера класификације за најбољег младог возача на другој етапи, а изгубио је послије хронометра на петој етапи, када је преузео Ремко Евенепул, али је дошао на треће мјесто у генералном пласману, након што је надокнадио вријеме у односу на Јонаса Вингегора и Матеа Јоргенсона. На десетој етапи је изгубио вријеме и пао је на шесто мјесто у генералном пласману, два и по минута иза Бена Хилија који је преузео жуту мајицу из бијега. Тур је завршио на седмом мјесту у генералном пласману, 22 минута иза Погачара, што му је био најбољи резултат на некој гранд тур трци.